# Melitón Manzanas
Meliton Manzanas González (Donostia-San Sebastián, 1906. – 1968.) bio je visoki policijski dužnosnik u Francoističkoj Španjolskoj, poznat kao mučitelj,  i prva planirana žrtva ETA-e.
Manzanas se pridružio policiji godine 1938., u Irunu, gdje je osnovao jedan od svojih zloglasnih istražnih centara i surađivao je s nacističkom Njemačkom. Pomogao je Gestapu uhićenju Židova koji su pokušavali pobjeći iz okupirane Francuske Imenovan je u Donostia - San Sebastianu godine 1941., na kraju postavši zapovjednik političko-socijalne brigade (Brigada Político-Social, BPS). Iako je i sam bio Bask, bio je žestoki protivnik baskijskog nacionalizma, koji je oživio 1960-tih, i, osobito, do tada ek nastale terorističke organizacije ETA-e.
Godine 1968. ubila ga je ETA  Bilo je to prvo planirano ubojstvo koje je počinila ETA  Njegov ubojica ga je čekao u njegovom stanu i ustrijelio ga sedam puta.
Trideset godina nakon njegove smrti, premijer José María Aznar dodijelio je Manzanasu postumno odličje za civilne zasluge posvećeno žrtvama terorizma. Manzanasova služba pod Francovim režimom i činjenica da je bio poznat po tome što koristi policijsku torturu i činjenica da on nije bio prvi mučitelj kojega je nagradila španjolska Vlada podigli su buru u javnosti oko ove nagrade. 